# مجوفات الشكل الغريبة
مجوفات الشكل الغريبة (الاسم العلمي:Xenacoelomorpha) هي شعبة صغيرة من الحيوانات اللافقارية ثنائية التناظر، تتكون من مجموعتين شقيقتين: المهتزات الغريبة واللاجوفيات الشكل. تمت تسمية هذه الشعبة الجديدة في فبراير 2011 وتم اقتراحها بناءً على التشبيهات المورفولوجية (المظاهر الجسدية المشتركة بين الحيوانات في الفرع الحيوي)، والتي تم تأكيدها بعد ذلك من خلال تحليلات النشوء والتطور للبيانات الجزيئية (أوجه التشابه في الحمض النووي للحيوانات داخل الفرع الحيوي)

## علم الوراثة
يجمع الفرع الحيوي مجوفات الشكل الغريبة بين المهتزات الغريبة واللاجوفيات الشكل. بناءً على الدراسات الجزيئية. في البداية اعتُبرت هذه الشعبة عضوًا في ثنائيات الفم، ولكن بسبب تحليلات (ترنسكربيتوم) النسخ الأخيرة، تم التوصل إلى أن شعبة مجوفات الشكل الغريبة هي المجموعة الشقيقة لشعبة الكلوانيات، والتي تشمل كلًا من أوليات الفم وثنائيات الفم، مما يجعل الشعبة الفرع الحيوي الثنائي القاعدي. وهذا يعني أنهم ليسوا ثنائيات الفم ولا أوليات الفم.